# Bijeli lotos
Bijeli lotos (eng. The White Lotus) je američka dramsko-komedijska televizijska serija čiji je autor Mike White. Serija prati skupinu gostiju i zaposlenika u fiktivnom luksuznom lancu hotela „Bijeli lotos” te prodire u njihovu psihu prateći njihove životne priče koje se međusobno isprepliću tijekom tjedan dana boravka u hotelu.
Serija je antologijska, s obzirom na to da svaka sezona prikazuje većinom različite likove na različitim lokacijama hotela. Također je opisana i kao društvena satira i psihološka drama jer se bavi društvenim i psihološkim temama poput taštine i materijalističkog životnog stila bogatih ljudi te njihovim psihičkim disfunkcijama.
Prva sezona serije, čija je radnja smještena na Havajima, prikazivala na američkom kanalu HBO od 11. srpnja 2021. godine. Iako je isprva bila planirana kao šestodijelna ograničena serija, serija je zbog kritičkog uspjeha dobila i drugu sezonu, smještenu na Siciliji, koja je s prikazivanjem započela 30. listopada 2022. godine. Treća sezona, koja će biti smještena na Tajlandu, trenutno je najavljena za 2025. godinu. S prikazivanjem će započeti 16. veljače 2025.
Serija je, među brojnim nagradama i nominacijama, osvojila i 10 nagrada Emmy za svoju prvu sezonu. Američki filmski institut svrstao je Bijeli lotos na listu 10 najboljih serija 2021. i 2022. godine.

## Glumačka postava

### Prva sezona
- Murray Bartlett  kao Armond
- Connie Britton  kao Nicole Mossbacher
- Jennifer Coolidge  kao Tanya McQuoid
- Alexandra Daddario  kao Rachel Patton
- Fred Hechinger  kao Quinn Mossbacher
- Jake Lacy  kao Shane Patton
- Brittany O'Grady  kao Paula
- Natasha Rothwell  kao Belinda Lindsey
- Molly Shannon  kao Kitty Patton
- Sydney Sweeney  kao Olivia Mossbacher
- Steve Zahn  kao Mark Mossbacher

### Druga sezona
- F. Murray Abraham kao Bert Di Grasso
- Jennifer Coolidge kao Tanya McQuoid-Hunt
- Adam DiMarco kao Albie Di Grasso
- Meghann Fahy kao Daphne Sullivan
- Beatrice Grannò kao Mia
- Jon Gries kao Greg Hunt
- Tom Hollander kao Quentin
- Sabrina Impacciatore kao Valentina
- Michael Imperioli kao Dominic Di Grasso
- Theo James kao Cameron Sullivan
- Aubrey Plaza kao Harper Spiller
- Haley Lu Richardson kao Portia
- Will Sharpe kao Ethan Spiller
- Simona Tabasco kao Lucia Greco
- Leo Woodall kao Jack

## Pregled serije
U Hrvatskoj prva i druga sezona su počele sa prikazivanjem premijerno dan kasnije na HBO kanalu i streming platformi HBO Max, s reprizama na kanalima HBO 2 i HBO 3
Treća sezona, koja će biti smještena na Tajlandu, s prikazivanjem će započeti 16. veljače 2025. godine.
| Sezona | Sezona | Epizode | Epizode | Originalno emitiranje | Originalno emitiranje |
| Sezona | Sezona | Epizode | Epizode | Premijera             | Finale                |
| ------ | ------ | ------- | ------- | --------------------- | --------------------- |
|        | 1.     | 6       | 6       | 11. srpnja 2021.      | 15. kolovoza 2021.    |
|        | 2.     | 7       | 7       | 30. listopada 2022.   | 11. prosinca 2022.    |
|        | 3.     | 8       | 8       | 16. veljače 2025.     | 6. travnja 2025.      |

## Vanjske poveznice
- Službena stranica na hbo.com (engl.)
- Službena stranica na HBO Max platformi
- Službena stranica na Instagramu